# Birtukan Adamu
Birtukan Adamu (née le 29 avril 1992) est une athlète éthiopienne spécialiste du 3 000 m steeple.

## Carrière
Elle se classe deuxième des Championnats du monde juniors de 2010, derrière la Kényane Purity Kirui, dans le temps de 9 min 43 s 23. Titrée lors des Championnats d'Afrique juniors 2011 (9 min 53 s 80), elle s'illustre quelques jours plus tard lors du meeting Golden Gala de Rome en établissant un nouveau record du monde junior du 3 000 m steeple en 9 min 20 s 37. Elle améliore de plus de deux secondes la précédente meilleure marque mondiale détenue depuis 2010 par sa compatriote Almaz Ayana. 

## Palmarès
| Date | Compétition                    | Lieu       | Résultat | Épreuve       |
| ---- | ------------------------------ | ---------- | -------- | ------------- |
| 2010 | Championnats du monde juniors  | Moncton    | 2e       | 9 min 43 s 23 |
| 2011 | Championnats d'Afrique juniors | Gaborone   | 1re      | 9 min 53 s 80 |
| 2012 | Championnats d'Afrique         | Porto-Novo | 2e       | 9 min 45 s 41 |

## Records
| Épreuve         | Performance   | Lieu | Date        |
| --------------- | ------------- | ---- | ----------- |
| 3 000 m steeple | 9 min 20 s 37 | Rome | 26 mai 2011 |